# Sadaqa

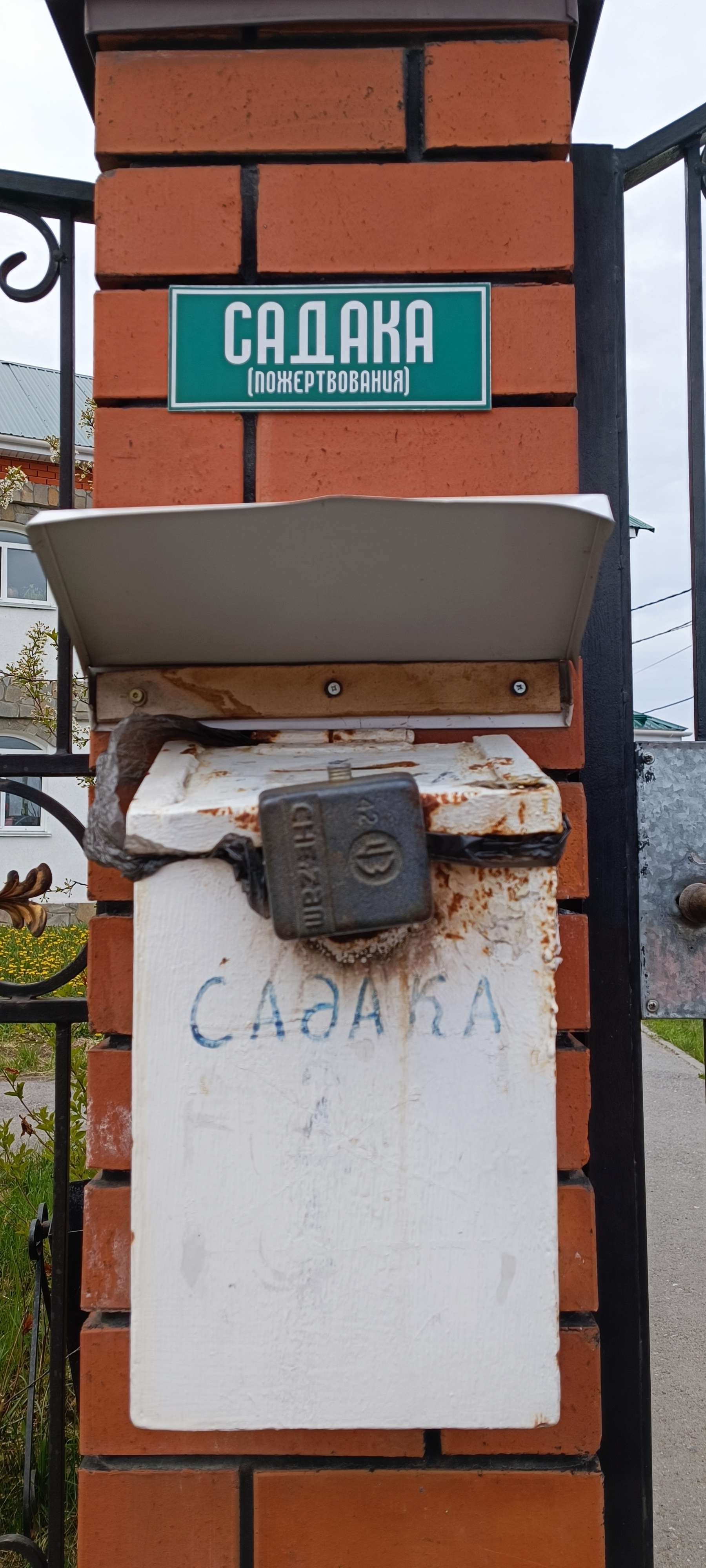
Mezquita de Abu Bakr as-Siddik. Tiumén, Rusia.

La sadaqa o sádaqa (en árabe صدقة "caridad"; pl. sadaqât) es una limosna voluntaria, en líneas generales, un regalo de sí al otro. Este concepto abarca cualquier acto de dar por compasión, amor, amistad (fraternidad), deber religioso o generosidad. El término es sinónimo de Tzedaká. 